# 斯尔博柳布·克里沃库恰
斯尔博柳布·克里沃库恰（羅馬化：Srboljub Krivokuća，1928年3月14日—2002年12月22日），塞尔维亚前男子足球运动员，场上位置是守门员。他曾代表南斯拉夫参加1958年和1962年国际足联世界杯。